# Mariétta de Patras
Mariétta de Patras, en grec moderne : Μαριέττα της Πάτρας, morte le 12 avril 1503, est la maîtresse grecque du roi Jean II de Chypre et la mère de son fils illégitime, le roi Jacques II de Chypre. Peu après le mariage du roi Jean avec Hélène Paléologue, la nouvelle reine ordonne que le nez de Mariétta soit coupé. Après la mort de son fils, elle est emmenée à Venise où elle est maintenue en semi-captivité.

## Maîtresse du roi
Mariétta  est née à une date inconnue à Patras, en Grèce. On ne sait pas quand elle est arrivée à Chypre, mais elle devient la maîtresse du roi Jean II de Chypre, avant 1438. La Chronique de l'île de Chypre de Florio Bustron (en) la décrit comme ayant été « très belle et sage ». Ensemble, le roi Jean et Mariétta  ont eu un fils, le futur roi Jacques II de Chypre (1439/1440- 10 juillet 1473), qui a régné de 1463 à 1473. Il épouse Catherine Cornaro en 1472, avec qui il a un fils posthume, Jacques III de Chypre. Il a également également quatre enfants illégitimes d'une maîtresse anonyme.
En février 1442, le roi Jean épouse sa seconde femme, la princesse byzantine Hélène Paléologue, âgée de quatorze ans. Sa première épouse, Amédéa de Montferrat, est morte sans enfant en septembre 1440. Lorsqu'elle apprend l'existence de Mariétta  et de son fils, la reine Hélène ordonne que le nez de Mariétta  soit coupé.
La reine Hélène poursuit son hostilité envers Jacques. En 1456, il est nommé archevêque de Nicosie, un acte qui la met en colère. Lorsqu'il assassine Iacopo Urri, le chambellan royal, le 1er avril 1457 et s'échappe sur l'île de Rhodes après avoir été démis de ses fonctions, le roi lui accorde son pardon et le rétablit dans son archevêché, ce qui ne fait que renforcer la colère de la reine. En 1458, le roi Jean et la reine Hélène meurent tous deux. La couronne de Chypre passe à la seule fille survivante de Jean et d'Hélène, Charlotte, qui règne en tant que reine en titre. Jacques, cependant, conteste son droit à occuper le trône et, avec l'aide du sultan mamelouk d'Égypte, Jacques oblige Charlotte à fuir Chypre et, en 1463, il est couronné roi.
En 1468, le roi Jacques offre à Mariétta les villages de Páno Kyvídes, Lysós, Peristeróna (en) et Pelathoúsa.

## Captivité à Venise
À la mort de Jacques, le 10 juillet 1473, Mariétta est emmenée à Venise, puis à Padoue, où elle est placée en semi-captivité. Une décision du Conseil des Dix de Venise, datée du 22 janvier 1479 indique que Mariétta est placée sous le contrôle du magister puerorum regiorum Christopher Mutius. Mariétta elle-même meurt le 12 avril 1503 à Padoue. Elle est enterrée dans l'église de Saint Augustin. Une épitaphe mentionne le décès de Marieta mater quondam Jacobi Cypri Regis. Par les enfants illégitimes de son fils, elle a de nombreux descendants au XXIe siècle.